# Île Jehuten
L'île Jehuten est un îlot de Nouvelle-Calédonie dans les pléiades du Nord, une des Iles Loyauté.